# パンツェッタ・ジローラモ

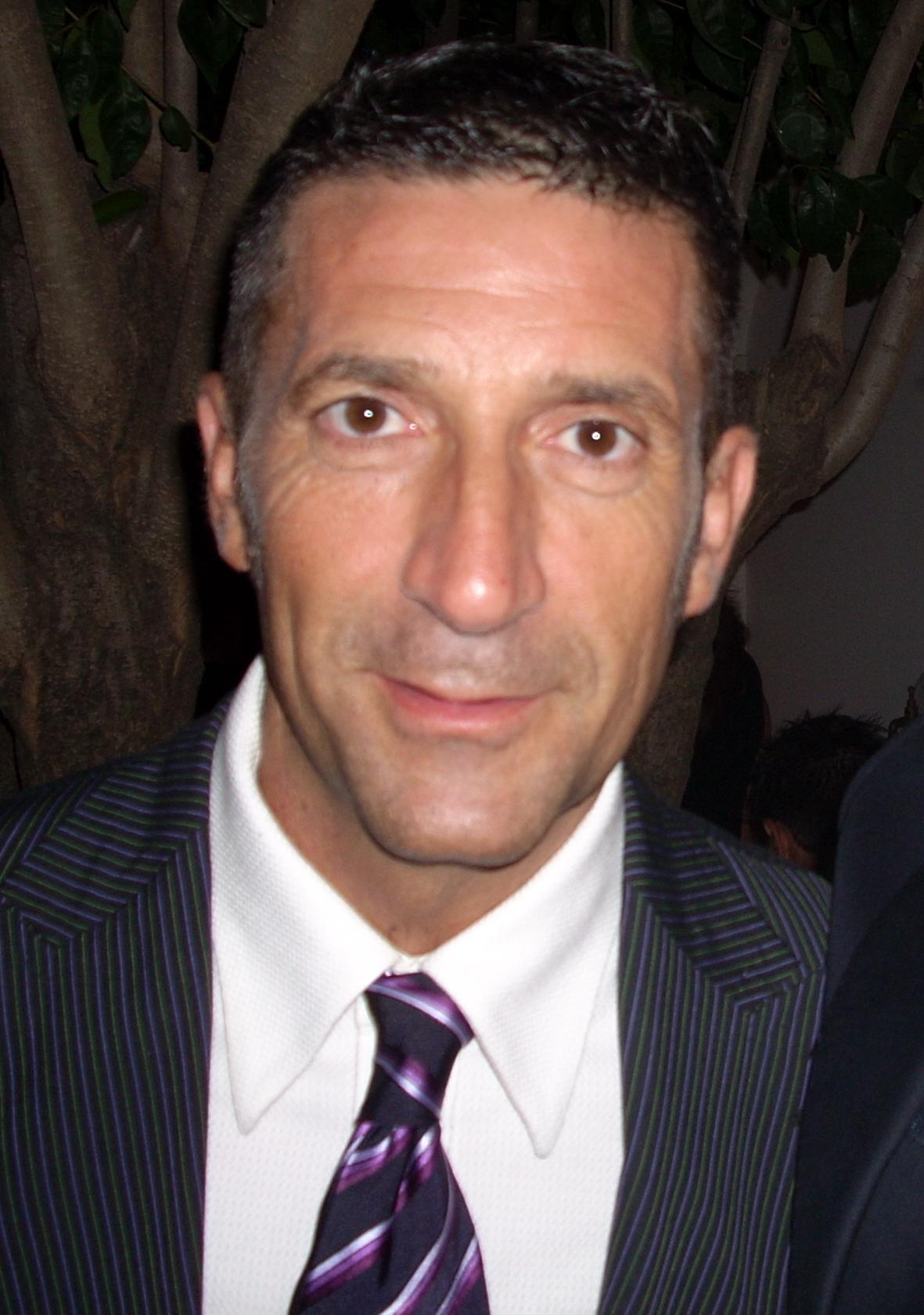
パンツェッタ・ジローラモ

パンツェッタ・ジローラモ（伊: Panzetta Girolamo、1962年9月6日 - ）は、イタリア生まれの外国人タレント、随筆家、元東京純心女子大学講師。ホリプロ所属。身長176cm。SSCナポリのアカデミー出身。愛称はジローさん。
日本式に苗字を先に名乗っているが、本名はジローラモ・パンツェッタ。日本語に堪能である。

## 来歴
1962年9月6日にイタリア・カンパニア州ヴィッラノーヴァ・デル・バッティスタに生まれた
父親は建設会社を経営。「高速道路とか港湾の船着き場とか、政府から結構、大きな仕事をもらってました。現場では大声でないと、皆に伝わらないから、それがクセになって、家でも大声でしゃべっていました。だから怖くて、父の前では、私はいつも緊張していました」と話した。
14歳で父が死去。11歳上の兄が会社を継ぎ、ジローラモもその後、一緒に仕事をするようになった。父の友人や仕事仲間から頼りがいのある人だったよ、と聞き、同じ仕事をする者としてやっと父を近く感じるようになった。怖がらないでもっと話しておけば良かったと後悔した。
以降は母1人に育てられた。
16歳まで地元の強豪サッカークラブ、SSCナポリに籍を置いていた。しかし、怪我により、選手としての道を断たれる。
ナポリ建築大学で歴史的建造物の修復を学ぶ。在学中に地震で被災した村の復興を担当したという。
大学を中退し、1988年に日本に移住。この時谷澤貴久子と知り合い結婚。
26歳から日本語を勉強し始めた。
日本語学校に2年間通った。
明海大学経済学部に入学。経済の事は何も学ばなかったが、日本における社会性を学んだ。
スカウトされて『NHK外国語会話 イタリア語会話』（NHK教育テレビ）に出演。日本人ウケしやすい「典型的イタリア人」として人気を博す。
大学を卒業。
ホリプロはクールさをアピールするため女性誌のモデルやインタビューの仕事をよく引き受ける戦略をとり、それが効果的でシックジャパンのCMに起用されたのが転機となり、『森田一義アワー 笑っていいとも!』（フジテレビ）の「いいともちょい不良（ワル）オヤジコンテスト」のコーナーに出演して一気に知名度が向上した。

### 芸能活動
- 男性ファッション誌『LEON』のモデルを務めた。
- F1やセリエA、イタリア料理関連のコメンテーターとして出演する事も多いが、元々専門家であったわけではないので、素人同然のコメントもある。子供時代からの贔屓は、地元のクラブであるSSCナポリ。セリエBからの昇格時には出演番組で喜びを露わにする面があった。
- セリエAの試合にゲストとして出演した際、元イタリア代表DFファビオ・カンナヴァーロに関する話題になると「私のナポリの家はカンナヴァーロ家の隣なんですよ」と決まって口にする。
- 2006年8月21日に放送された『関口宏の東京フレンドパークII』（TBSテレビ）に山口もえと共に出演。番組史上1年3ヶ月ぶりのグランドスラムを達成。

## エピソード
- 『爆笑問題のススメ』（日本テレビ系）にて初体験が13歳と発言。相手は16歳の美人なスペイン人女性で手取り足取り教えてくれたという。
- 読売ジャイアンツファンである。日本に来て以降、毎年巨人戦を観戦しており、選手との交流もある。
- 出す話題は女性の事が非常に多い。中島知子（元オセロ）曰く「一緒に食事をしている時、店員が『デザートは何になさいますか?』と訊かれると、『甘い物ならここにあるよ』と答えながら同席の女性の肩を抱く」、「わざと女性の後ろから顔を近づけ、女性が振り返って危うく唇同士が触れそうになると『ここに君がいるとは思わなかったよ!』と大げさに腕を広げて困ってみせる」。かつて『ダウンタウンDX』（読売テレビ）に出演した際、松本人志（ダウンタウン）に「趣味何でしたっけ?」と訊かれ、「女イカせる事です」と答えた。また別の番組ではデヴィ夫人に「あなたって、典型的ナポリ野郎[12] ね」[13] と評された。テレビの共演者に日本に来た理由を聞かれて、「日本の女を泣かせに」と答えた事もある。
- 愛車はマセラティやアルファロメオなどのイタリア車を所有する一方で、イギリス製のランドローバーも愛用しているとの事。イタリア在住時は、ホンダ・シビックに憧れていたらしい。バイクも好み、イタリア時代はホンダ・ゴールドウイングを所有していた事がある[14]。
- 付き合っていた彼女に車をプレゼントした事がある[15]。

## 本名
本名は、"Girolamo PANZETTA"（ジローラモ・パンツェッタ）で、"PANZETTA Girolamo" は日本風に姓・名の順に並べ替えた「芸名」（パンツェッタが姓、ジローラモが名）。「イタリア語講座」に講師として出演する場合は、本名表記としている。

## 著書

### 料理レシピ集
- バール・ジローラモ―南イタリアのおいしい話を召し上がれ
- 食べちゃおイタリア!
- パスタは陽気に-VIVA LA PASTA ※サルヴァトーレ・クオモとの共著
- ジローラモ印のイタリア料理1〜7
- お米で新鮮イタリアン
- パスタとワインと豚のシッポ
- おウチで作るイタリアごはん

### エッセイ等
- イタリア式伊達男のなり方
- イタリア的○○生活-ジローさんのエッセイ傑作集
- 極楽イタリア人になる方法
- 極楽イタリア人になる方法2
- パンツェッタ・ジローラモのイタリア語会話ハンドブック
- イタリアの食と街と人と-おいしい国の南北縦断紀行

## 出演
以下の他、LEON (雑誌)にて表紙モデル（専属）

### テレビ
- ハイビジョンスペシャル 煙はるかに 世界SL紀行 第5回「イタリア サルデニア島 〜ゴイトといた三日間〜」（NHK 2001年4月27日,2022年10月24日・25日,2023年5月8日・9日 声の出演(ゴイト)）
- 森田一義アワー 笑っていいとも! いいともちょい不良（ワル）オヤジコンテスト（2006年、フジテレビ）
- run for money 逃走中（2009年1月4日、フジテレビ）
  - 第1027回「村上激怒ジローラモ先生（秘）忍法」（2010年10月24日）
  - 大晦日SP 絶対に笑ってはいけないスパイ24時（2010年12月31日）
- ローマを夢見たアンコールワット 東南アジア最大覇権王朝の栄光と真実〜すべての道はアンコールに通ず〜（2011年1月1日・1月2日、BS-TBS、番組サポーター）
- ダウンタウンDX（2011年1月13日、読売テレビ）
- ひるブラ「峡谷の町で“プチ・ヨーロッパ”を堪能!?〜富山県黒部市〜」（2011年5月11日、NHK総合）
- スマートラウンジ（2011年10月7日・14日、BS朝日）
- 幸せの黄色い仔犬（2012年6月10日、中京テレビ）
- 水曜日のダウンタウン（2021年6月3日・2022年12月15日、TBSテレビ）
- 突然ですが占ってもいいですか？（2022年9月12日、フジテレビ）[16]
- ぽかぽか（2023年3月2日、フジテレビ）
- [美食結社WONDERKITCHEN]（BS日テレ、ネットシネマ）
- NHK外国語会話 イタリア語会話 （NHK教育）
- 京都上がる下がる（NHK BS2・NHK BShi、旅人）
- セリエAダイジェスト
- さんまの天国と地獄
- FOOTBALL CX （フジテレビ）
- サッカー小僧 （フジテレビ）
- FBI・不健康撲滅委員会 （日本テレビ）
- ジローラモのチョイ不良おやじ京都をゆく （KBS京都）
- わかってちょーだい!料理コーナー担当（フジテレビ）
- 検索deゴー!とっておき世界遺産（NHK総合）
- ぶらり途中下車の旅（日本テレビ系）
- いい旅・夢気分（テレビ東京）
- 爆問パニックフェイス! （TBSテレビ）
- ダウンタウンのガキの使いやあらへんで!! （日本テレビ）

### テレビドラマ
- 最高の離婚 第2話（2013年1月17日、フジテレビ） - 本人 役
- 俺のダンディズム（2014年4月16日 -、テレビ東京） - 本人 役
- 武士スタント逢坂くん! 第4話・最終話（2021年8月16日・9月27日、日本テレビ） - イタリアン料理店店長 役
- ちむどんどん（2022年6月1日、2日　NHK）第38，39話　-　アレッサンドロ・タルデッリ　役
- 警視庁・捜査一課長 スペシャル（2023年4月4日〈予定〉、テレビ朝日）[17]
- 世にも奇妙な物語'23秋の特別編「トランジスタ技術の圧縮」（2023年11月11日、フジテレビ）
- Re:リベンジ-欲望の果てに- 第1話（2024年4月11日、フジテレビ） - 本人 役[18]

### ラジオ
- Honda SWEET MISSION（TOKYO FM）
- PASSION DRIVERS（2010年6月 - 10月、J-WAVE）
- ラ・フォル・ジュルネの旅（2006年11月 - 、TBSラジオ）

### 広告
- ロッテ カスタードケーキ チョコブレンド（1995年）
- キリンビバレッジ 午後の紅茶エスプレッソティー
- フィッツコーポレーション RISINGWAVE
- 伊藤園 W Coffee
- シックジャパン シックトリプルH 男性用剃刀（2003年）
- 日産 ティーダ（2007年）
- ハウス食品 パンチェッター（2010年）
- 青山商事 洋服の青山
- J.LEAGUE プロサッカークラブをつくろう!7 EURO PLUS 株式会社セガ トニー・クロスビーと
- エステティックTBC/MEN'S TBC（2013年）
- SMBCモビット (2023年) 共演:竹中直人、小芝風花、ダレノガレ明美。

### 映画
※太字はメインキャラクター
- カーズシリーズ〈日本語吹き替え版〉- ルイジ役
  - カーズ〈日本語吹き替え版〉
  - カーズ2〈日本語吹き替え版〉
  - カーズ/クロスロード〈日本語吹き替え版〉
- 舞妓はレディ（2014年9月13日、東宝、監督：周防正行）
- どすこい!すけひら（2019年11月1日、アークエンタテインメント） - イタリア人医師 役

### その他
- プロサッカークラブをつくろう! - 初期のシリーズにピッチレポーターとして出演
- Real KOREA Deep SEOUL 〜パンツェッタ・ジローラモ的歩き方〜 （2024年、PIVIm連載）[19]